# イルバルス
イルバルス（Ilbars、生年不詳 - 1518年）は、ヒヴァ・ハン国の建国者。「イルバルス1世」とも呼ばれる。

## 概要
イルバルスの建てたアラブ・シャー王朝は1511年から17世紀末までホラズム地方を支配した。
イルバルスの所属するアラブ・シャー王朝を支えたウズベク人たちは、ムハンマド・シャイバーニー・ハンに同行してマー・ワラー・アンナフルを征服した集団とは別にアラル海北部の草原地帯に残っていた。 1510年、イルバルスはメルブの戦いでムハンマド・シャイバーニー・ハンを破った。サファヴィー朝のイスマーイール1世がホラズム地方を一時的に征服すると、この地域の都市・バジルの住民はサファヴィー朝を追い出すためにイルバルスを呼び入れた。イルバルスと兄弟のバルバルス・スルタンはホラズム地方に行った。イルバルスがウルゲンチを征服した後の1511年、イルバルスはハンに担ぎ出された。
この時、草原に残っていたアラブ・シャー王朝の他の集団がイルバルスに合流した。ウズベクはホラズム全体を征服し、ホラズムの南方及び西方のトルクメン人を服属させた。イルバルスはホラズム地方のバジルを支配した。イルバルスは1518年に死亡した。